# Nazeer Allie
Nazeer Allie (Kaapstad, 23 mei 1985) is een Zuid-Afrikaans voetballer die bij voorkeur als rechtervleugelverdediger speelt. In 2005 maakte hij vanuit de jeugdopleiding de overstap naar de eerste selectie van Ajax Cape Town. In 2015 ging hij naar Bidvest Wits waarmee hij in het seizoen 2016/17 de Premier Soccer League won. In 2008 debuteerde hij voor het Zuid-Afrikaans voetbalelftal.

## Interlandcarrière
Op 9 september 2008 maakte Allie zijn debuut voor het Zuid-Afrikaans voetbalelftal. In de vriendschappelijke wedstrijd tegen Guinee speelde hij enkel de eerste helft.
| Interlands van Nazeer Allie voor Zuid-Afrika | Interlands van Nazeer Allie voor Zuid-Afrika | Interlands van Nazeer Allie voor Zuid-Afrika | Interlands van Nazeer Allie voor Zuid-Afrika | Interlands van Nazeer Allie voor Zuid-Afrika | Interlands van Nazeer Allie voor Zuid-Afrika |
| №                                            | Datum                                        | Wedstrijd                                    | Uitslag                                      | Competitie                                   | Goals                                        |
| Als speler van Ajax Cape Town                | Als speler van Ajax Cape Town                | Als speler van Ajax Cape Town                | Als speler van Ajax Cape Town                | Als speler van Ajax Cape Town                | Als speler van Ajax Cape Town                |
| -------------------------------------------- | -------------------------------------------- | -------------------------------------------- | -------------------------------------------- | -------------------------------------------- | -------------------------------------------- |
| 1                                            | 9 september 2008                             | Zuid-Afrika – Guinee                         | 0 – 1                                        | Vriendschappelijk                            | 0                                            |
| 2                                            | 6 januari 2012                               | Equatoriaal-Guinea – Zuid-Afrika             | 0 – 0                                        | Vriendschappelijk                            | 0                                            |

Bijgewerkt op 4 juni 2015